# Alexander Morton
Alexander „Sandy“ Morton (* 24. März 1945 in Glasgow) ist ein schottischer Schauspieler.

## Karriere
Alexander Morton wurde am 24. März 1945 in Glasgow geboren. Nach dem Abschluss seiner Schullaufbahn besuchte er von 1965 bis 1968 die Central School of Speech and Drama in London und begann Vollberuflich als Schauspieler zu arbeiten.
Nationale Bekanntheit erreichte er vor allem durch sein Mitwirken in den TV-Serien Taggart, Second Sight, Between the Lines, Minder und Casualty, sowie durch seine Rollen in den Filmen Croupier, London to Brighton und Dramen wie The One That Got Away, Looking After Jo Jo, und The Man-Eating Wolves of Gysinge.
Dem Fernsehpublikum wurde er insbesondere durch die Rollen des Wildhüters Golly Mackenzie in der BBC-TV-Serie Monarch of the Glen (2000–2005) bekannt. Zuvor hatte er zudem mehrere, regelmäßige Gastauftritte in den 1980ern und 1990ern als Andy Semple in der schottischen Seifenoper Take the High Road.
Bedeutende Theaterrollen, die von Morton gespielt wurden, waren unter anderem die in Scots gehaltenen Darbietungen von Macbeth in William Shakespeares Macbeth und die Rolle des R.P. McMurphy in One Flew Over the Cuckoo’s Nest, bei denen beide Male Robert Carlyle Regie geführt hatte. Zusammen mit Carlyle hatte Morton auch die Raindog Theatre Company gegründet. Darüber hinaus arbeitete er regelmäßig mit den Theatergruppen 7:84 und Borderline zusammen und trat auch im Traverse Theatre, the Lyceum, the Bush, the Royal Court und als Pantomime im King's Theatre in Glasgow auf.
Mortons vierter Tätigkeitsbereich ist das Einsprechen von Hörspielen. So sprach er 2007 den Graf Dracula in der BBC radio Version von Dracula (Voyage of the Demeter, 2006) oder auch den Inspector Rebus in der ersten Adaptation von Ian Rankins Rebus-Reihe ein. Darüber hinaus sprach er auch Sprach-Memos für die Videospiele Heavenly Sword, Witcher und Viking: Battle for Asgard.
2011 wurde Morton zudem erstmals für Spoken-Word-Passagen auf einem Musikalbum engagiert, dem Konzeptalbum Helvetios der Schweizer Folk-Metal-Band Eluveitie. Eluveitie-Frontmann Chrigel Glanzmann wurde auf Morton durch den Film Walhalla Rising aufmerksam, und legte seine Beweggründe zur Verpflichtung des Schauspielers gegenüber der Musik-Presse dar: „Die Idee des Textes [der von Morton gesprochen wird] ist es, dass ein alter Mann, der in seiner Jugend die Schrecken des Gallischen Krieges auf dem Schlachtfeld hautnah miterlebte, aber all die Kriegsjahre überlebte, an seinem Lebensabend zurückblickt… und erzählt.“ Er kommentierte die Aufnahmen zudem wie folgt:

„Wir freuen uns und sind stolz, dass wir unsern Wunsch-Kandidaten für diese Parts gewinnen konnten. […] Mit seiner tiefen, rauen und sonoren Stimme ist Sandy einfach perfekt für die Parts auf ‚Helvetios‘! […] Er versetzte sich in die Charaktere des Albums, fühlte sich in die Texte hinein und brachte den ‚Spirit‘ absolut überzeugend rüber!“

## Privatleben
Morton war dreimal verheiratet und hat zwei Kinder, Kerry (* 1970) und Jamie (* 1980). Seine erste Frau war die Schauspielerin Pam Scotcher.
Im Jahr 1972 war Alexander Morton Protagonist in einem Cartoon der Satire-Zeitschrift Punch.

## Filmografie (Auswahl)
- 1971: Jack rechnet ab (Get Carter)
- 1980–1994: Take the High Road (Daily Soap)
- 1986: Dramarama – Waiting for Elvis (1986)
- 1988: Winners and Losers
- 1990: Silent Scream
- 1992–1994: Firm Friends (TV-Sitcom)
- 1994: Jolly a Man for All Seasons
- 1994: Crime Story
- 1994: The Tales of Para Handy
- 1996: Bad Boys
- 1996: The One that Got Away
- 1996: Nightlife
- 1997: Looking After Jo Jo
- 1997: Bombay Blue
- 1997: Love Me Tender
- 1998: Croupier – Das tödliche Spiel mit dem Glück (Croupier)
- 1999–2000: Second Sight (TV-Serie)
- 1999: Life Support
- 2000–2005: Monarch of the Glen (TV-Serie)
- 2003: Dead Simple
- 2005: The Man-Eating Wolves of Gysinge
- 2006, 2008: Casualty (TV-Serie, 2 Folgen)
- 2006: London to Brighton
- 2007: Kitchen
- 2009: Walhalla Rising
- 2010: Luther (TV-Serie, 1 Folge)
- 2013: Mord auf Shetland (Shetland, TV-Serie, 2 Folgen)

## Theaterrollen (Auswahl)
| Ausgewählte Theaterrollen | Ausgewählte Theaterrollen        | Ausgewählte Theaterrollen | Ausgewählte Theaterrollen                                                              |
| Jahr                      | Stück                            | Rolle                     | Anmerkungen                                                                            |
| ------------------------- | -------------------------------- | ------------------------- | -------------------------------------------------------------------------------------- |
| 1976                      | An Me Wi a Bad Leg Tae           | Peter                     | Original-Aufführung von Billy Connollys erstem Stück, Regie durch Stuart Mungall       |
| 1979                      | Slab Boys Trilogie               | Mr. Curry/Workman         | John Byrne erfolgreichste Bühnentrilogie                                               |
| 1984                      | William Wallace                  | William Wallace           | Borderline Theatre Company, Regie durch Stuart Mungall.                                |
| 1985                      | The Bruce                        | Robert I.                 | Auf dem Edinburgh Festival                                                             |
| 1986                      | Robert Burns                     | Robert Burns              | Geschrieben von Joe Corrie, Scottish Theatre Company, Regie durch David Hayman         |
| 1986                      | The Gorbals Story                | Peter O’Reilly            | Geschrieben von Robert Mcleish. 7:84 Theatre Co., Regie durch David Hayman             |
| 1989                      | The Sash                         | William MacWilliam        | Geschrieben von Hector MacMillan. 7:84 Theatre Co., Regie durch Gerard Kelly           |
| 1991                      | Red Riding Hood: The Sequel      | Wolverine                 | Regie durch Andy Gray.                                                                 |
| 1991                      | One Flew Over the Cuckoo's Nest  | R.P.McMurphy              | Raindog Theatre Company, Regie durch Robert Carlyle                                    |
| 1992                      | Macbeth: In the Scots Tongue     | Macbeth                   | Raindog Theatre Company, Regisseur Robert Carlyle gewann dafür den Best Director Award |
| 1994                      | Dick Wittington                  | King Rat                  | King's Theatre (Glasgow), zusammen mit Christopher Biggins                             |
| 1995                      | Follow Follow: The Rangers Story | Max Factor                | King's Theatre Glasgow/Glasgow Rangers FC, Regie durch Ron Bain                        |
| 1996                      | The Architect                    | Leo Black                 | Traverse Theatre (Edinburgh), Regie durch Philip Howard                                |
| 1998                      | Buried Treasure                  | Frank McCoig              | Lyric Theatre (London), Regie durch Robin Lefevre                                      |

## Hörspielbeiträge
| Ausgewählte BBC-Hörspielbeiträge | Ausgewählte BBC-Hörspielbeiträge                    | Ausgewählte BBC-Hörspielbeiträge | Ausgewählte BBC-Hörspielbeiträge                                                  |
| Jahr                             | Stück                                               | Rolle                            | Anmerkungen                                                                       |
| -------------------------------- | --------------------------------------------------- | -------------------------------- | --------------------------------------------------------------------------------- |
| 1982                             | The Thirty Nine Steps                               | Franklin P. Scudder              | Adaptation von John Buchans gleichnamigem Buch, (siehe auch Die 39 Stufen (1978)) |
| 1988                             | Death of a Fly                                      | Alec Bodine                      | Kriminalgeschichte, erzählt aus der Perspektive einer Fliege                      |
| 1995                             | The Serpent's Back                                  | Cully                            | Erste Adaptation von Ian Rankins Cully-Reihe                                      |
| 1997                             | Let it Bleed                                        | Inspector Rebus                  | Erste Adaptation von Ian Rankins Rebus-Reihe                                      |
| 1998                             | Tunes of Glory                                      | Basil Barrow                     |                                                                                   |
| 2004                             | Dr Korczak's Example                                | Dr. Janusz Korczak               | BBC Radio 4 (Saturday Play), Regie durch Lu Kemp                                  |
| 2005                             | The Tragical Comedy or Comical Tragedy of Mr. Punch | Swatchell                        | BBC Radio 3, Regie durch Lu Kemp                                                  |
| 2007                             | Voyage of the Demeter                               | Graf Dracula                     |                                                                                   |
| 2008                             | They Have Oak Trees in North Carolina               | Ray                              | BBC Radio 4 (Friday Play), Regie durch Gaynor Macfarlane                          |
| 2011                             | Occupation                                          | Kenny Gall                       | BBC Radio 4 (Afternoon Play), Regie durch Gaynor Macfarlane                       |